# Губкински
Губкински (на руски: Губкинский) е град в Ямало-Ненецки автономен окръг, Русия. Населението на града към 1 януари 2018 година е 27 930 души.

## История
Селището е основано през 1986 година, през 1996 година получава статут на град.